# إيغور ديميترييف
إيغور ديميترييف (الروسية: Игорь Борисович Дмитриев) هو ممثل روسي (وحمل سابقاً جنسية الاتحاد السوفيتي)، ولد في 29 مايو 1927 في روسيا، وتوفي بنفس المكان في 26 يناير 2008. بدأ مشواره المهني سنة 1948، ومن الجوائز التي نالها نيشان الشرف وفنان الشعب لجمهورية روسيا السوفيتية الاتحادية الاشتراكية ‏.

## جوائز
- نيشان الشرف
- فنان الشعب لجمهورية روسيا السوفيتية الاتحادية الاشتراكية [الإنجليزية]‏

## وصلات خارجية
- إيغور ديميترييف على موقع IMDb (الإنجليزية)
- إيغور ديميترييف على موقع أول موفي (الإنجليزية)
- إيغور ديميترييف على موقع قاعدة بيانات الأفلام السويدية (السويدية)
- إيغور ديميترييف على موقع قاعدة بيانات الفيلم (الإنجليزية)
- إيغور ديميترييف على موقع كينوبويسك (الروسية)